# Argoules
Argoules è un comune francese di 345 abitanti situato nel dipartimento della Somme nella regione dell'Alta Francia.
Ad Argoules vi è un'antica abbazia cistercense risalente al XII secolo e ricostruita nel XVIII.
Il suo territorio comunale è bagnato dalle acque del fiume Authie.

## Società

### Evoluzione demografica
Abitanti censiti

## Immagini dell'Abbazia di Valloires

L'abbazia e i suoi giardini
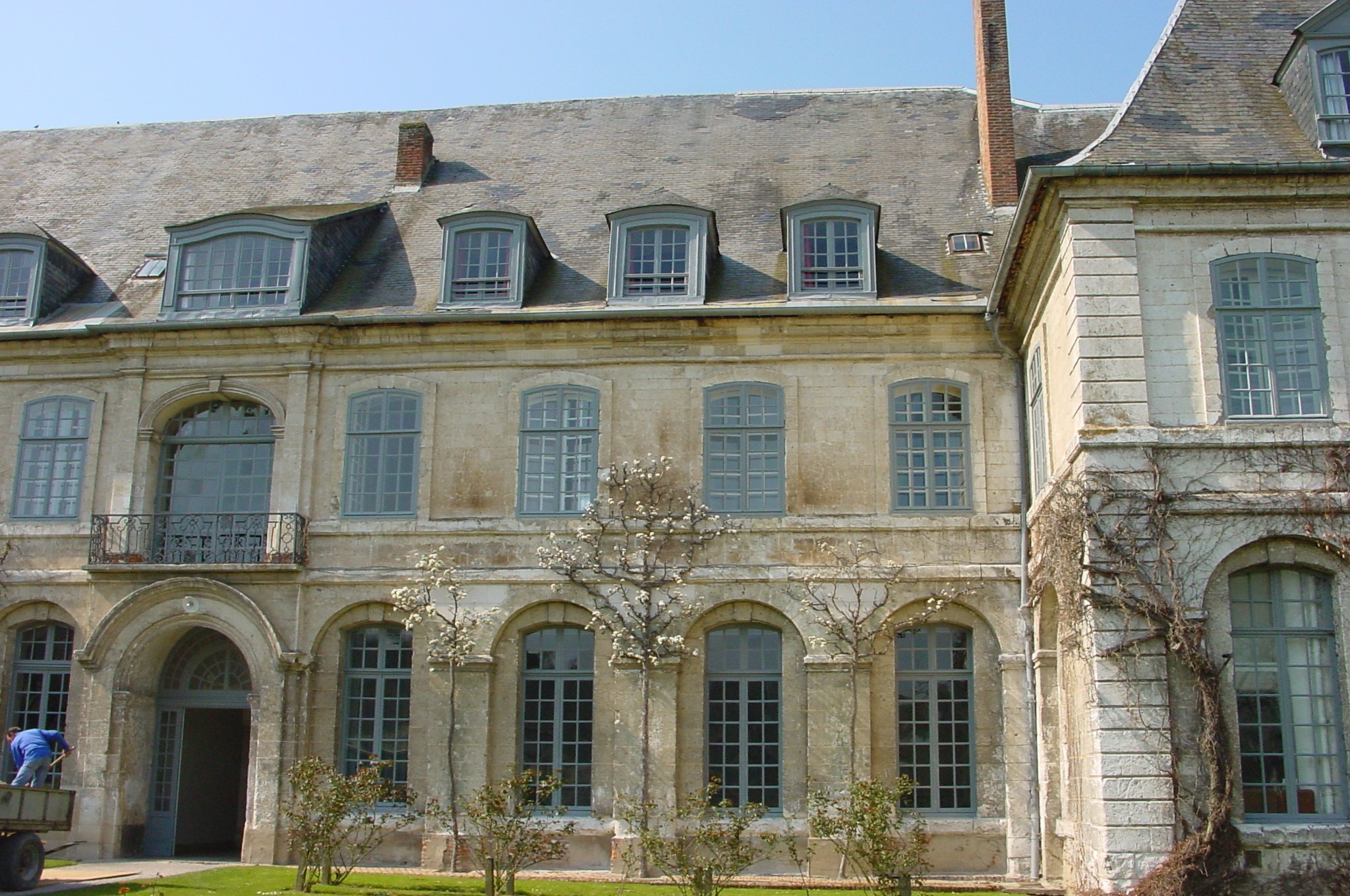
Il refettorio dei monaci.
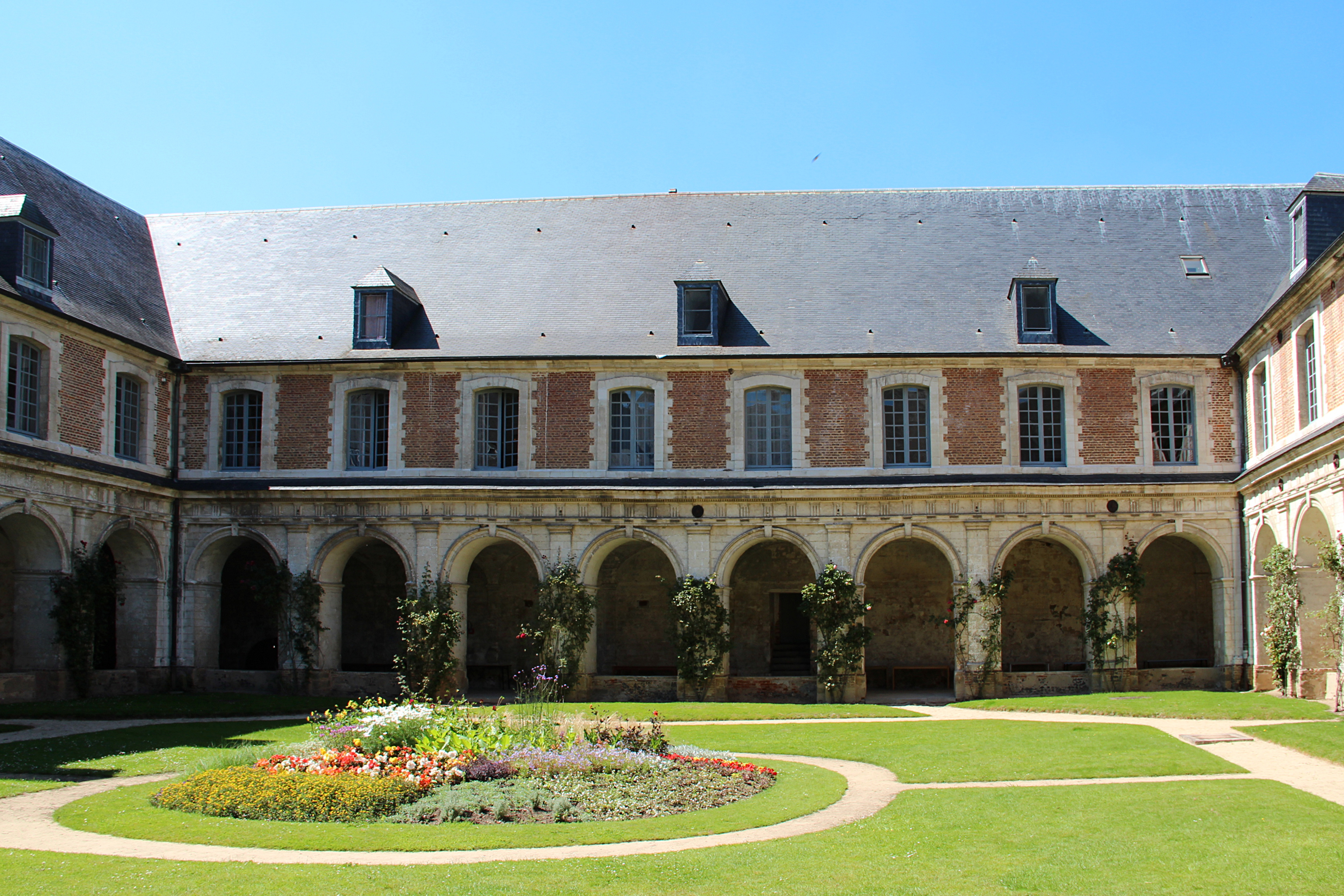
Il chiostro.
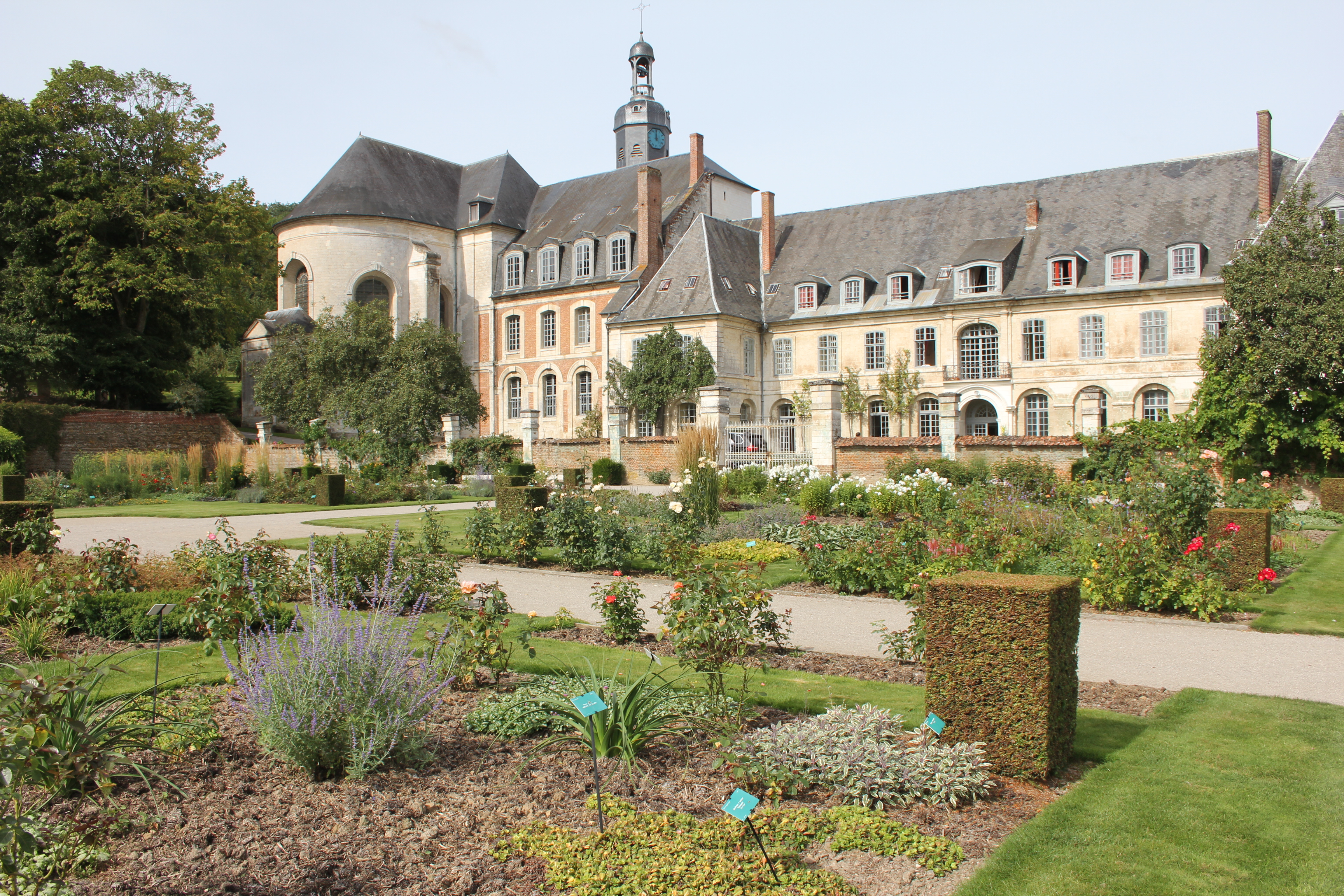
L'abbazia vista dai suoi giardini.